# Cerodrillia cybele
Cerodrillia cybele är en snäckart som först beskrevs av Henry Augustus Pilsbry och Lowe 1932.  Cerodrillia cybele ingår i släktet Cerodrillia och familjen Drilliidae. Inga underarter finns listade i Catalogue of Life.